# Ángel Serafín Seriche Dougan
Ángel Serafín Seriche Dougan (nascido em 1946) foi primeiro-ministro da Guiné Equatorial de 1 de abril de 1996 a 4 de março de 2001.
A partir de 2000, o governo de Dougan foi sujeito a sérias críticas da maioria parlamentar com relação a alegações de corrupção. Isso levou ao que foi descrito como uma "crise institucional", e Dougan renunciou em 23 de fevereiro de 2001. O presidente Teodoro Obiang Nguema nomeou Cándido Muatetema Rivas para sucedê-lo em 26 de fevereiro.